# Gaya parviflora
Gaya parviflora är en malvaväxtart som först beskrevs av Rodolfo Amando Philippi, och fick sitt nu gällande namn av A. Krapovickas. Gaya parviflora ingår i släktet Gaya och familjen malvaväxter. Inga underarter finns listade i Catalogue of Life.